# Lingua merja
La lingua merja era una lingua finnica, parlata dalle tribù merja che viveva nella regione dell'odierna Mosca. Non si sa quasi niente di questa lingua, ma era probabilmente strettamente imparentata alla lingua mokša e a quella erza. Il merja si estinse probabilmente nel Medioevo, quando i merja vennero assimilati dagli slavi. Tracce della lingua si trovano nei nomi dei luoghi della zona, tra cui forse il nome stesso di Mosca.

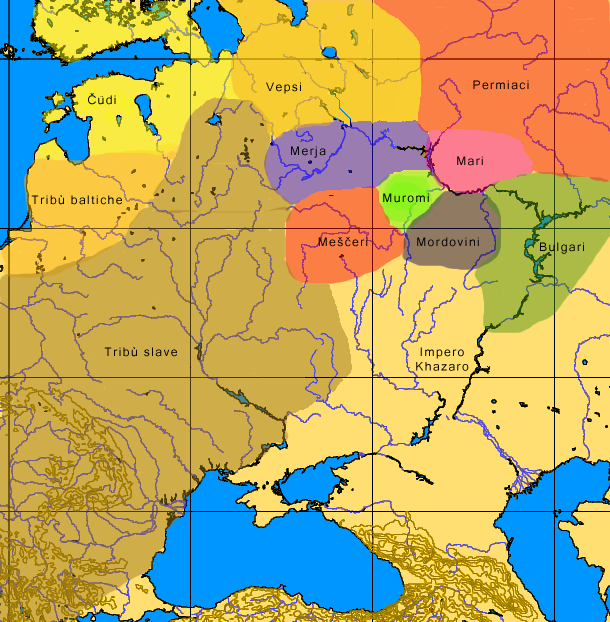
Una mappa approssimativa delle culture non varangiane nella Russia europea, nel IX secolo. La regione merja è in viola.